# Gotfryd II Villehardouin
Godfryd II Villehardouin (zm. 1246) – władca Księstwa Achai, w latach 1228 – 1246. Syn Godfryda I Villehardouin.

## Życiorys
Brał udział w rządzeniu krajem jeszcze za życia ojca Godfryda I. Objął władzę książęcą w okresie apogeum potęgi cesarza Tesaloniki Teodora Angelosa Dukasa Komnena. Jego upadek w 1230 roku wysunął na czoło państw greckich Cesarstwo Nicejskie. W 1236 roku Godfryd wspomagany przez siły Wenecji, Pizy i Genui doprowadził do przerwania bułgarsko-nicejskiego oblężenia Konstantynopola. W nagrodę otrzymał zwierzchność nad Księstwem Naksos, Eubeą i być może markizatem Wodenicy. Po raz kolejny wsparł cesarza Konstantynopola Baldwina II w 1238 roku.
Księstwo Godfryda zażywało za jego rządów kilkunastu lat pokoju. Książę musiał jedynie przywrócić spokój w Tajgecie, gdzie zbuntowali się poddani słowiańscy. Zmarł w 1246 opłakiwany zarówno przez łacinników jak i Greków. Po jego śmierci władza w Księstwie przeszła w ręce jego brata Wilhelma II.